# ピーアン
ピーアン（Paean）は、音楽用語としては、ある形式の歌を表すが、元々は古代ギリシアの言葉でパイアン（アポローン讃歌）または神々の医師の名前（パイアンまたはパイエオン）として使われた。

## 古代ギリシアのパイアン

### 癒しの神としてのパイアン
ホメロスの『イリアス』の中で、パイアンは神々の医師であった（V.401&899）。しかし他の著者は、この言葉を癒しの神としてのアポローンの添え名として用いている。パイアンが単にアポローンの別名だったのか、それともまったく別の神だったのかはわからない。ホメロスもこの問題に何も答えを出していない。ヘシオドスはアポローンとパイアンは別の神とし、後の詩人たちもパイアンを独立した癒しの神として祈った。同様に、「癒す人（healer）」という意味のパイアンまたはパイエオン（Paeon）と、「歌」という意味のパイアンの間の関係を見付けるのも難しい。Farnellは癒しの技術と呪文の歌の古代の関係性に言及したうえで、元々の意味が何だったかを決めるのは不可能だと言った。「癒す人」という意味は徐々にΙή Παιάνというフレーズから「讃歌（hymn）」という意味に席を譲っていった。

### 讃歌としてのパイアン
讃歌としては元々はアポローンに呼びかけるアポローン讃歌だったのが、後には、ディオニューソス、ヘーリオス、アスクレーピオスという他の神々にも向けられるようになった。4世紀頃には、パイアンは単に賞賛の決まり文句になってしまった。その目的は、病気や不運から保護してほしいという懇願か、それを叶えてもらえた感謝の御礼のどちらかだった。ピュトンの殺害者としてのアポローンの連想から、やがてパイアンは戦いと勝利の歌にも使われるようになった。行進の時、戦いに入る前、艦隊が港を離れる時、さらに勝利を手にした後、軍隊によってパイアンが歌われるようになった。
最も有名なパイアンは、バッキュリデースとピンダロスのものである。パイアンはアポローンの祭（特にヒュアキンティア祭）で、祝宴で、後には公的な葬儀で歌われた。もっと後の時代になると、神々だけでなく人間をも讃美するようになった。ロドス島の人々は古代エジプトのプトレマイオス1世を、サモス島の人々はスパルタの将軍リュサンドロスを、アテナイ人はデメトリオス1世を、デルポイ人はマケドニア王国の将軍クラテロスを、パイアンで讃美した。
音楽的には、パイアンは合唱形式の頌歌（オード）で、元々はアンティフォナのような性格を持っていて、その中でリード歌手はモノディのスタイルで歌い、合唱が単一で型にはまらないフレーズで応唱していた。しかし、後にはそれが発展し、パイアンは完全な合唱形式になった。典型的なパイアンはドリア旋法で、アポローンの楽器であったキタラの伴奏がついた。また戦場で歌われるパイアンにはアウロスとキタラの伴奏がついていた。
古代後期のパイアンは、断片が2つ現存している。1つはアテナイのリメニウス（Limenius）の作で、もう1つは作者不詳である。リメニウスのものは紀元前128年に作られた。

## 現代のピーアン
現在のピーアンは普通、賞賛や歓喜の表現として使われるのが常である（「賞賛のピーアン（paeans of praise）」という類語反復的表現も新しく生まれている）。